# Shinta Appelkamp
Shinta Karl Appelkamp (jap. / アペルカンプ 真大 カール Aperukanpu Shinta Kāru; ur. 1 listopada 2000 w Tokio) – niemiecki piłkarz japońskiego pochodzenia występujący na pozycji pomocnika w niemieckim klubie Fortuna Düsseldorf oraz w reprezentacji Niemiec do lat 21. Wychowanek Mitsubishi Yowa. Młodzieżowy reprezentant Japonii.